# Deep Underground Neutrino Experiment
Il Deep Underground Neutrino Experiment (DUNE) è un esperimento sui neutrini in fase di realizzazione, con un rivelatore vicino al Fermilab e un rivelatore lontano presso la Sanford Underground Research Facility, che osserverà i neutrini prodotti al Fermilab. Un intenso fascio di trilioni di neutrini proveniente dall'impianto di produzione del Fermilab (in Illinois) verrà inviato a una distanza di 1 300 chilometri (810 mi) con l'obiettivo di comprendere il ruolo dei neutrini nell'universo.  Al progetto lavorano più di 1.000 persone tra fisici e ingegneri. L'esperimento è progettato per un periodo di raccolta dati di 20 anni.
Gli obiettivi scientifici primari di DUNE sono 
- Indagine sulle oscillazioni dei neutrini per testare la violazione di CP nel settore leptonico, che può gettare luce sul perché l'universo è fatto di materia e non antimateria.[4]
- Determinazione dell'ordinamento delle masse dei neutrini.[5]
- Studi sulle supernovae e sulla formazione di stelle di neutroni o buchi neri, anche se il rilevatore si trova a 1 490 metri (0,93 mi) in profondità nel sottosuolo senza vista diretta del cielo.[6]
- Ricerca del decadimento del protone, mai osservato ma previsto dalle teorie che unificano le forze fondamentali.[7]

Nel 2014 il Particle Physics Project Prioritization Panel (P5) ha classificato questo come "il progetto con la massima priorità nel suo arco temporale".. L'importanza di questi obiettivi ha portato alla proposta di progetti concorrenti in altri paesi, in particolare l'esperimento Hyper-Kamiokande in Giappone, la cui raccolta dati dovrebbe iniziare nel 2027. Il progetto DUNE, supervisionato dal Fermilab, ha subito ritardi nella sua programmazione e un aumento dei costi da meno di 2 miliardi di dollari a più di 3 miliardi di dollari, portando ad articoli sulle riviste Science e Scientific American che hanno descritto il progetto come "problematico". Nel 2022, la Collaborazione che lavora all'esperimento ha indicato come data di inizio del fascio di neutrini l'inizio degli anni '30 e suddiviso il progetto in due fasi.

## Progettazione di LBNF/DUNE

### Il complesso a lunga base
Il complesso che produrrà il faglio per DUNE è chiamato "Long Baseline Neutrino Facility" (LBNF). Il progetto finale prevede un fascio di protoni da 2,4 MW proveniente dall'acceleratore Main Injector da indirizzare in LBNF per produrre pioni e kaoni che vengono focalizzati tramite un campo magnetico in un tubo di decadimento tramite un corno magnetico, dove decadono in neutrini. I neutrini viaggeranno in linea retta attraverso la Terra, raggiungendo circa 30 chilometri (19 mi) nel sottosuolo, per arrivare al laboratorio sotterraneo di Lead, nel Dakota del Sud.
Per indirizzare i neutrini verso il laboratorio sotterraneo, il fascio deve essere orientato con un'angolazione accentuata rispetto alla superficie terrestre. La costruzione dell'LBNF prevede la realizzazione di una collina artificiale alta 17,7 metri, composta da terreno compattato, che condurrà a un tunnel di 207 metri di lunghezza, all'interno del quale sarà collocato un tubo di decadimento delle particelle lungo 194 metri. La collina è parte integrante della "migliorata gestione del trizio [che è] un obiettivo importante nella progettazione di questa nuova struttura di potenza a fascio più elevato". Il trizio prodotto dalle linee di luce può entrare nelle falde acquifere superficiali, tuttavia i tassi al Fermilab sono mantenuti a un livello ben al di sotto di quello consentito dalle normative.

### Dipendenza di LBNF dal progetto PIP-II
Per fornire 1,2 MW di protoni a LBNF, è necessario completare la seconda fase del Proton Improvement Project ("PIP-II"), che aumenterà del 60% la fornitura di protoni agli acceleratori del Fermilab. Il costo di questo aggiornamento del Fermilab a partire dal 2022 è di 1,28 miliardi di dollari. Pertanto, i costi complessivi del PIP-II e della fase I di DUNE superano i 4 miliardi di dollari. Il progetto PIP-II ha ricevuto l'approvazione per iniziare la costruzione nell'aprile 2022 e si prevede che sarà completato entro il 2028.

### Il rilevatore lontano DUNE
Il design del rilevatore a lunga distanza DUNE si basa sulla tecnologia all'avanguardia della camera a proiezione temporale ad argon liquido (LArTPC). Il rivelatore lontano sarà costituito da un volume totale di 70 kilotoni di argon liquido situato in profondità nel sottosuolo, 1,5 chilometri (4 850 ft) sotto la superficie. L'attuale progettazione divide l'argon liquido tra quattro moduli LArTPC con un "volume fiduciale" (il volume utilizzabile per l'analisi dei dati raccolti dall'esperimento, che è inferiore al volume totale per evitare interazioni in prossimità dei bordi del rivelatore) di 10 kilotoni ciascuno. Circa 800.000 tonnellate di roccia saranno scavate per creare le caverne per i rilevatori lontani.
Poiché i LArTPC sono una tecnologia relativamente nuova, sono stati necessari un'ampia attività di ricerca e sviluppo e prototipazione. Al CERN vengono costruiti e testati prototipi di rilevatori. Il primo dei due prototipi, il ProtoDUNE a singola fase (esperimento CERN NP04 ), ha registrato le sue prime tracce di particelle nel settembre 2018. La partecipazione del CERN al progetto DUNE ha segnato una nuova direzione nella ricerca sui neutrini del CERN  e gli esperimenti sono indicati come parte del programma di ricerca del laboratorio.
I rivelatori dell'esperimento MicroBooNE e dell'esperimento ICARUS sono una coppia di LArTPC da 100 tonnellate operanti al Fermilab che fungono anche da piattaforme di ricerca e sviluppo per lo sviluppo del rivelatore DUNE. Questi esperimenti hanno fornito un contributo importante, ma sono oltre 20 volte più piccoli dei moduli DUNE. MicroBooNE è il rilevatore LArTPC in funzione da più tempo, avendo raccolto dati dal 2015 al 2021, un periodo notevolmente più breve del periodo di 20 anni previsto per DUNE.

### Il rilevatore DUNE vicino
Il rivelatore DUNE sarà situato presso il Fermilab, immediatamente a valle dell'LBNF, a circa 600 metri dal punto di produzione dei neutrini. Il DUNE Near Detector sarà costituito da diversi sottorivelatori, disposti fianco a fianco. Tra questi, il rivelatore SAND sarà collocato lungo l'asse del fascio di neutrini, mentre NDLAr e NDGar saranno mobili e potranno essere traslati lateralmente rispetto al fascio, permettendo la rilevazione dei neutrini a diversi angoli di produzione. Lo scopo principale è monitorare e caratterizzare il fascio mentre i neutrini vengono creati nella linea LBNF, in modo da fare previsioni accurate sui tassi di interazione al rivelatore lontano DUNE.

## La storia che ha portato alla collaborazione internazionale
Il progetto è stato originariamente avviato come progetto riservato agli Stati Uniti denominato Long Baseline Neutrino Experiment (LBNE); intorno al 2012-2014 è stato preso in considerazione una riduzione del progetto con un rivelatore vicino alla superficie per ridurre i costi. Tuttavia, il Particle Physics Project Prioritization Panel (P5) ha concluso nel suo rapporto del 2014 che l'attività di ricerca portata avanti da LBNE "dovrebbe essere riformulata sotto gli auspici di una nuova collaborazione internazionale, come un programma coordinato e finanziato a livello internazionale, con il Fermilab come ospite".. La collaborazione LBNE è stata ufficialmente sciolta il 30 gennaio 2015, subito dopo la formazione della nuova collaborazione raccomandata da P5 il 22 gennaio 2015. La nuova collaborazione ha scelto il nome Deep Underground Neutrino Experiment (DUNE).
In risposta all’appello del P5 per un maggiore coinvolgimento internazionale, a partire dal 2022, scienziati provenienti da oltre 30 paesi sono stati coinvolti nella costruzione di LBNF e DUNE. Nel 2017, il Science and Technology Facilities Council (STFC) del Regno Unito ha annunciato un investimento di 65 milioni di sterline in DUNE e LBNF. Entro il 2022, i partner internazionali che hanno fornito contributi in natura includevano anche il CERN, il Brasile, la Svizzera e la Polonia  e il contributo estero totale al progetto da 3 miliardi di dollari è stato di 570 milioni di dollari, ovvero circa il 20%.

## Progressi recenti
Nell’agosto 2024, è stato annunciato che gli scienziati hanno rilevato i primi neutrini utilizzando un prototipo di rivelatore di particelle DUNE presso il Fermi National Accelerator Laboratory del Dipartimento dell’Energia degli Stati Uniti.

## Revisioni di scopo, costi e tempi
Il costo originale del progetto LBNE sono stati stabiliti nella fase 1 del processo di "Decisione critica" del Dipartimento dell'Energia. L'approvazione del CD-1 è avvenuta nel dicembre 2012  Il progetto approvato ha ridotto significativamente la richiesta dei fisici, che è costata 1,7 miliardi di dollari. L'approvazione del CD-1 prevedeva un budget di 850 milioni di dollari, il rilevatore vicino proposto non era incluso e si raccomandava di posizionare i rilevatori lontani in superficie anziché sottoterra.
A seguito della raccomandazione P5 per un progetto più solido che includesse rivelatori sotterranei, nel novembre 2015 il progetto ha ottenuto una prima revisione CD-1 ("CD-1R") con il nome LBNF/DUNE. L'ambito di LBNF/DUNE, delineato nel Conceptual Design Report del 2016, prevedeva il completamento dei primi due moduli del rivelatore lontano entro il 2024, l'entrata in funzione del fascio nel 2026 e l'operatività di tutti e quattro i moduli entro il 2027.. Il Dipartimento dell'Energia ha stimato il costo del progetto tra 1,26 e 1,86 miliardi di dollari. Al momento del CD-1R, il DOE richiese che se il costo di base previsto fosse aumentato fino a superare i 2,79 miliardi di dollari, ovvero il 50% in più rispetto al limite superiore dell'intervallo, il CD-1R dovesse essere rivisto, una situazione che si stava già realizzando nel 2020.
Nel novembre 2021, i funzionari dell'Office of Science del Dipartimento dell'Energia (DOE) hanno riferito  al High Energy Physics Advisory Panel che, sebbene DUNE avesse ottenuto 570 milioni di dollari di finanziamenti internazionali in quel momento, il costo totale del progetto era al punto da innescare una nuova revisione del CD-1R, denominata CD-1RR. Le revisioni del DOE condotte a gennaio e giugno 2021 hanno concluso che anche una versione ridotta del progetto, composta solo da due rilevatori lontani e un rilevatore vicino, supererebbe l'intervallo massimo consentito dal DOE per la crescita dei costi totali del progetto, pari a 2,75 miliardi di dollari. Il processo CD-1RR era finalizzato a stabilire un intervallo di costi e un programma migliorati entro la metà del 2022. A causa di una storia di stanziamenti congressuali inferiori a quelli richiesti per il progetto, nella stessa riunione del novembre 2021, il DOE ha presentato un "profilo conservativo [per i finanziamenti] che l'Office of Science può supportare".
Nel marzo 2022, come parte del processo CD-1RR, il DOE ha annunciato che il progetto sarebbe stato completato in due fasi.. Il piano è stato annunciato durante lo Snowmass Process, un evento organizzato periodicamente dalla Divisione di Particelle e Campi (DPF) dell'American Physical Society per pianificare il futuro della fisica delle particelle. Nominalmente, la Fase I consisterebbe nei primi due moduli del rilevatore lontano, un sottoinsieme del sistema del rilevatore vicino e la linea di luce da 1,2 MW, da completare entro il 2032 per un costo stimato di 3,1 miliardi di dollari.
Il processo CD-1RR è stato completato il 16 febbraio 2023, con un costo stimato per il progetto di 3,3 miliardi di dollari e un limite massimo consentito di 3,7 miliardi di dollari. Per contenere i costi, il secondo modulo del rivelatore sarà inizialmente riempito solo al 40% con argon liquido al termine del progetto, risultando così non immediatamente operativo per la fisica. Il costo di 3,3 miliardi di dollari non include il prezzo di circa 1 miliardo di dollari dell'aggiornamento PIP-II richiesto per DUNE, né i 660 milioni di dollari promessi a febbraio 2023 dai partner internazionali per DUNE. Includendo questi fondi, il costo totale della Fase I di LBNF/DUNE al termine del processo di revisione CD-1RR era di circa 5 miliardi di dollari.
La fase II completerebbe l'intero progetto aggiungendo i due moduli lontani aggiuntivi, la serie di sotto-rilevatori nel sito vicino e potenziando il fascio fino a 2,4 MW.. La fase II rappresenta un costo superiore alla stima di 3,1 miliardi di dollari per la fase I  e si stima che sarà di almeno 900 milioni di dollari aggiuntivi. I fisici hanno espresso preoccupazione per il fatto che il piano in due fasi potrebbe portare DUNE a rimanere molto indietro rispetto al suo principale concorrente, l'esperimento Hyper-Kamiokande, e che la Fase II potrebbe non essere mai realizzata.

## Aumento dei costi
Il responsabile del progetto Chris Mossey ha riferito sui costi crescenti al Particle Physics Project Prioritization Panel del 2023 in una riunione tenutasi al Fermilab nel marzo 2023. Ha affermato che le fonti erano:
- "Il costo e la complessità della costruzione delle strutture convenzionali a SURF sono stati sottostimati (+ circa 300 milioni di $)"
- "Si è ipotizzato che il costo dell'installazione del rilevatore non fosse parte del progetto (+ circa 200 milioni di $)"
- "I finanziamenti dilazionati hanno aumentato i costi a causa dell'escalation e del periodo di esecuzione più lungo (+ circa 300 milioni di $)"
- "Piena comprensione dell'ambito del progetto necessario (+ circa 200 milioni di $)"
- "Le lacune nelle ipotesi pianificate riguardanti la partecipazione dei partner hanno fatto sì che la portata del progetto venisse in seguito assunta dal DOE (+ circa 100 milioni di $)"
- "Le revisioni del DOE hanno raccomandato di aumentare significativamente il livello di contingenza (+ circa 400 milioni di dollari)"

Oltre ai problemi di gestione del progetto identificati sopra, si possono anche identificare problemi sociologici che hanno contribuito all'aumento dei costi:
- Rifiuto della comunità dei neutrini di accettare il progetto approvato da CD1, il cui ambito è stato ridotto per mantenere un costo inferiore a 1 miliardo di dollari. Invece la comunità ha spinto per il progetto LBNF/DUNE raccomandato da 2014 P5. La raccomandazione P5 del 2014 non menzionava i limiti di costo o le priorità per la suddivisione in fasi, elencando solo parametri di performance,[8] perdendo così l’opportunità di prevenire l’escalation del budget.
- Disponibilità dell'Ufficio per la scienza del Dipartimento dell'energia a rivedere al rialzo i costi attraverso i processi di "aggiornamento" del CD (CD-1R e CD-1RR). Questa tolleranza nei requisiti per mantenere i limiti di costo può essere messa a confronto con il controllo dei costi da parte del governo giapponese dell’esperimento concorrente Hyper-K.[47]

## Concorrenza di Hyper-K e altri esperimenti
La competizione principale per DUNE è l'esperimento Hyper-Kamiokande (Hyper-K).. Hyper-K è un rivelatore dal volume totale di 260 kton, in costruzione a 295 km dalla sorgente di neutrini del Japan Proton Accelerator Research Complex ( J-PARC ). Si stima che la costruzione sarà completata entro il 2027. Il governo giapponese ha adottato rigidi controlli sui costi e non ha consentito che i costi per il Giappone si estendessero oltre la stima originale del 2016 di circa 600 milioni di dollari. Il progetto ha ricevuto circa 150 milioni di dollari in contributi internazionali. Pertanto, il costo di Hyper-K è approssimativamente uguale al costo approvato dal CD-1 per LBNE (il predecessore di DUNE) nei primi anni del 2010.
In confronto, il rivelatore DUNE Fase I è molto più piccolo (solo 17 kt) e la distanza tra la sorgente di neutrini del Fermilab e il rivelatore è maggiore (1300 km). Ciò determina un tasso di interazioni previsto molto più basso in DUNE rispetto a Hyper-K. Inoltre, la tempistica di Hyper-K rimane in linea con i tempi previsti, pertanto si può prevedere che il rilevatore inizierà a raccogliere dati 4-5 anni prima rispetto alle attuali proiezioni per DUNE.
Si prevede che il primo risultato di DUNE sulla violazione di CP sarà in ritardo di 5 anni rispetto al risultato di Hyper-K. Il rapporto finale del Snowmass 2021 Topical Group Report sulle oscillazioni dei neutrini a tre sapori, pubblicato il 15 giugno 2022  stima che un risultato di 5σ (quindi livello di scoperta) sulla violazione di CP sarebbe stato rilasciato da Hyper-K nel 2034 e da DUNE nel 2039. Le stime sul raggiungimento di una comprensione di 5σ dell'ordinamento di massa erano più ottimistiche in una competizione diretta con Hyper-K, con DUNE che avrebbe battuto Hyper-K di due anni se il programma del 2022 non slittasse. Ciò è dovuto al fatto che Hyper-K ha una "baseline" più corta di DUNE e la capacità di determinare l'ordinamento delle masse dipende dalla distanza percorsa dai neutrini.. Tuttavia, si prevede che sia DUNE che Hyper-K saranno superati sulla misura dell'ordinamento delle masse dalla combinazione dell'esperimento JUNO in Cina e di una serie di esperimenti sui neutrini atmosferici esistenti o in fase di costruzione.
Il direttore del Fermilab, Lia Merminga, è stata interrogata sulla possibilità che DUNE venisse superato dalla concorrenza durante una presentazione alla Commissione scientifica della Camera nel giugno 2022. In risposta, Merminga ha affermato che i progetti sono complementari, con DUNE che fornisce ricostruzioni degli eventi di neutrino più precise delle interazioni dei neutrini grazie alla tecnologia dell'argon liquido rispetto a quelle che possono essere ottenute nel rivelatore d'acqua Hyper-K basato sull'effetto Cherenkov in acqua. Tuttavia, Merminga non ha spiegato perché sia necessaria una ricostruzione più precisa, dato che i rilevatori d'acqua possono raggiungere gli stessi obiettivi fisici.

## Costruzione presso il centro di ricerca sotterraneo di Sanford

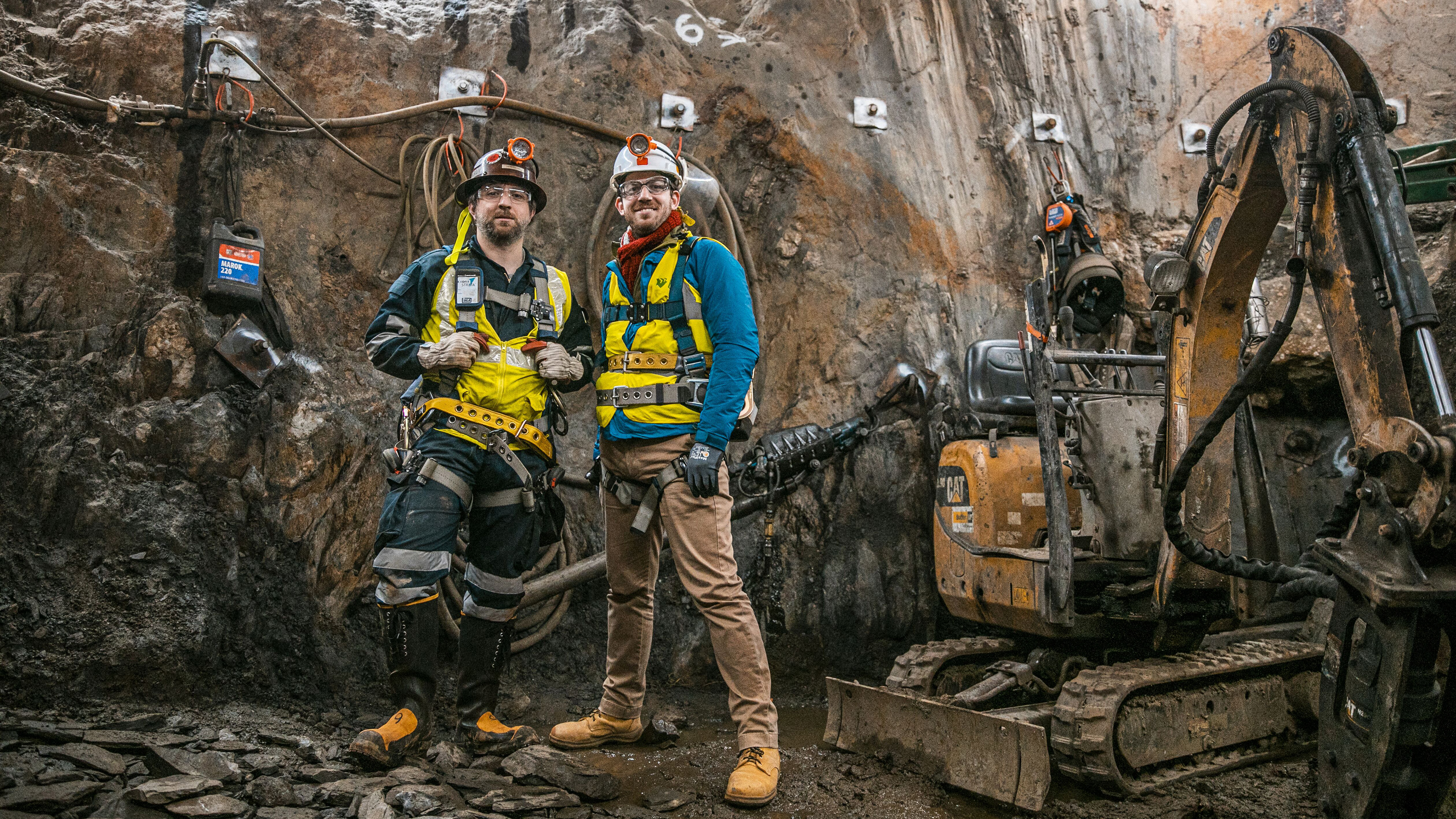
Le squadre stanno lavorando al Deep Underground Neutrino Experiment.

Il Sanford Underground Research Facility sfrutta e amplia le strutture della miniera di Homestake (South Dakota), che ha cessato l'attività alla fine del 2001, per ospitare i moduli del rilevatore a distanza. Lo scavo delle cavità del rivelatore DUNE è iniziato il 21 luglio 2017.. Sette anni dopo, il 15 agosto 2024, venne annunciato il completamento delle caverne.
I ritardi nel completamento sono dovuti sia alla complessità del progetto sotterraneo sia a problemi di rilascio di polvere in superficie. La roccia estratta dal sottosuolo è stata depositata nel centro della città di Lead, nel Dakota del Sud. Nel giugno 2021, le colonne di polvere che si sono sollevate a causa della costruzione di DUNE hanno portato a lamentele da parte di aziende, proprietari di case e utenti di un parco vicino. I reclami sono continuati fino alla primavera del 2022 senza una risposta adeguata da parte della direzione del Fermilab, con conseguente chiusura degli scavi da parte della South Dakota Science and Technology Authority il 31 marzo 2022.
Ne è seguita un'indagine in cui il gruppo di gestione del Fermilab ha ammesso le carenze nei protocolli e ha avviato nuove misure per impedire che la polvere nera uscisse dall'Open Cut. Con queste garanzie in atto, al Fermilab è stato consentito di riprendere lo scarico delle rocce l'8 aprile 2022  e il progetto è stato completato due anni dopo.